# Légi győzelem
A légi győzelem egy ellenséges repülőgép légi harcban történő lelövését jelenti. A vadászpilóták és repülőgépeik háborús teljesítményének egyik fő fokmérője. Az ötnél több győzelemmel rendelkező pilótákat ászpilótáknak (vagy röviden ászoknak) hívják. A légi győzelmet akkor ismerik el, ha a repülőgép lezuhanását (de legalább az ellenséges pilóta gépelhagyását) objektív módon, például fényképpel meg lehet erősíteni, vagy egy második pilóta tanúsítja azt. Fél légi győzelemnek számít, ha azt több pilóta érte el, vagy fegyverhasználat nélkül történt, például az ellenséges repülőgép manőverezés közben földnek ütközött.
A légi győzelmet igazolni kell:
- ha a saját arcvonal mögött történik, két földi szemtanúval, vagy két kísérő gép pilótájának állításával, vagy jegyzőkönyvileg rögzített kihallgatással (pl. egyedül repülő felderítő gépnél) és az ellenséges repülőgép roncsával
- ha a leküzdött repülőgép ellenséges területen ér földet, két szemtanúval, vagy két kísérővel, egyes gépeknél jegyzőkönyvi kihallgatással és repülőgéproncs lefényképezésével, messze az ellenséges arcvonal mögött jegyzőkönyvi kihallgatással.